# الحق في التمتع بحياة جنسية
يتضمن الحق في التمتع بحياة جنسية حق الفرد في التعبير عن ميوله الجنسية وفي تجنب التعرض للتمييز على أساس الميول الجنسية. يتعلق الأمر، على وجه التحديد، بحقوق الإنسان للأشخاص ذوي الميول الجنسية المختلفة، خاصة المثليات والمثليون ومزدوجو الميل الجنسي ومغايرو الهوية الجنسانية (مجتمع الميم)، وحماية هذه الحقوق، رغم قبول سريانه كذلك على محبي الجنس الآخر. يستند الحق في التمتع بحياة جنسية، وعدم التمييز على أساس الميل الجنسي، إلى عالمية حقوق الإنسان، وإلى الطبيعة الراسخة لحقوق كل شخص بحكم كونه إنسانًا.
لا يتواجد الحق في التمتع بحياة جنسية في القانون الدولي لحقوق الإنسان صراحة، ويرد، بدلًا من ذلك، في عدد من الصكوك الدولية لحقوق الإنسان، من بينها الإعلان العالمي لحقوق الإنسان، والعهد الدولي الخاص بالحقوق المدنية والسياسية، والعهد الدولي الخاص بالحقوق الاقتصادية والاجتماعية والثقافية.

## خلفية
جرى التمييز ضد الأفراد ذوي التوجهات الجنسية المختلفة تاريخيًا، وما زالوا يشكلون فئة «ضعيفة» في المجتمع اليوم. تشمل أشكال التمييز التي يعاني منها الأشخاص ذوو التوجهات الجنسية المختلفة الحرمان من الحق في الحياة، والعمل، والخصوصية، وعدم الاعتراف بالعلاقات الشخصية والأسرية، والمساس بكرامة الإنسان، والمساس بأمن الشخص، وانتهاكات بشأن الحق في عدم التعرض للتعذيب، والتمييز في التمتع بالحقوق الاقتصادية والاجتماعية والثقافية، من بينها السكن والصحة والتعليم، والضغط من أجل التزام الصمت والاستتار.
تحتفظ ثمانية وسبعون دولة بقوانين تجعل من ممارسة الجنس المثلي بالتراضي بين البالغين جريمة جنائية، وتفرض سبعة بلدان (أو أجزاء منها) عليهم عقوبة الإعدام. هذه الدول هي إيران، والمملكة العربية السعودية، واليمن، وموريتانيا، والسودان، والولايات الشمالية الاثنتا عشرة لنيجيريا، والأجزاء الجنوبية من الصومال.
لم يصبح الحق في التمتع بحياة جنسية محل اهتمام دولي إلا في الآونة الأخيرة نسبيًا، حيث يقع تنظيم الحياة الجنسية عمومًا ضمن اختصاص الدولة القومية. تشارك اليوم العديد من المنظمات الدولية غير الحكومية والمنظمات الحكومية الدولية في حماية حقوق الأشخاص ذوي الميول الجنسية المختلفة حيث يتزايد الاعتراف بأن التمييز على أساس الميول الجنسية واسع الانتشار وبأنه انتهاك غير مقبول لحقوق الإنسان.

## أعمال العنف
غالبًا ما تكون أعمال العنف المرتكبة ضد مجنمع الميم عنيفة، مقارنة بجرائم الكراهية الأخرى، وتشمل القتل والاختطاف والضرب والاغتصاب، والعنف النفسي، خاصة التهديد والإكراه والحرمان من الحرية.
الأمثلة على أعمال العنف ضد الأشخاص ذوي الميول الجنسية المختلفة كثيرة للغاية بحيث لا يمكن حصرها هنا، وهي تحدث في جميع أنحاء العالم. من الأمثلة المحزنة بشكل خاص قتل خمس عشرة مثلية في تايلاند، بعد الاعتداء الجنسي عليهن، وذلك في مارس 2012. قتل رجلان، في ذلك المثال، مثليتين، اعتراضًا على علاقتهما، وبعد أن شعرا بالحرج لعجزهما عن إقناع المرأتين بالدخول في علاقات جنسية مغايرة.
في واقعةٍ أخرى بالبرازيل عام 2017، بقلب كنيسةٍ، فتاة تبلغ من العمر 13 عاماً تعرضت للاغتصاب من طرف أسقف بعد أن انصت إلى اعترافها بميولاتها الجنسية. في تلك الأثناء، قام الاسقف بدهن زيت على جسم الفتاة ولمسها في مناطقها الخاصة بحجة علاجها من المتلية مما دفعها لاحقاً إلى الخضوع إلى الطب النفسي لعلاجها من الصدمة.
تُرتكب، في كثير من الأحيان، أعمال العنف ضد الأشخاص ذوي الميول الجنسية المختلفة من قبل عائلة الضحية نفسها. اغتصبت أسرة بزمبابوي مثلية عدة مرات في محاولة منها «لعلاجها» من الشذوذ الجنسي.
تتواطأ سلطات إنفاذ القانون التابعة للدولة، في تلك الحالات، كما في كثير من حالات العنف الأخرى ضد أشخاص ذوي ميول جنسية مختلفة، في انتهاكات حقوق الإنسان، لعدم ملاحقة منتهكي الحقوق.